# Silent Night Fever
Silent Night Fever prvi je studijski album švedskog melodičnog death metal sastava Dimension Zero. Objavljen je 14. svibnja 2002. godine.

## Popis pjesama
| 1.    | »Silent Night Fever«          | 3:20 |
| 2.    | »The Murder-Inn«              | 3:01 |
| 3.    | »Through the Virgin Sky«      | 4:29 |
| 4.    | »Your Darkest Hour«           | 4:08 |
| 5.    | »Not Even Dead«               | 3:59 |
| 6.    | »They Are Waiting to Take Us« | 3:50 |
| 7.    | »Until You Die«               | 3:45 |
| 8.    | »End«                         | 2:58 |
| 9.    | »Slow Silence«                | 2:04 |
| 31:34 |                               |      |

## Zasluge
Dimension Zero
- J. Strömblad – gitara, bas-gitara
- H. Nilsson – bubnjevi
- G. Ljungström – gitara
- J. Göthberg – vokali

Ostalo osoblje
- Göran Finnberg – mastering
- Arnold Lindberg – inženjer zvuka
- Fredrik Reinedahl – inženjer zvuka
- Karim Hatoum – inženjer zvuka
- Anders Fridén – produkcija, inženjer zvuka
- Niklas Sundin – grafički dizajn, dizajn